# Сборная Гуама по футболу (до 17 лет)
Сборная Гуама по футболу до 17 лет — национальная команда, представляющая Гуам в своей возрастной категории. Управляющей организацией является Футбольная ассоциация Гуама, имеющая членство в ФИФА и АФК. Футболисты из Гуама в возрасте 17 лет никогда не выступали в финальных стадиях Кубка Азии.

## История
Впервые сборная Гуама до 16 лет выступила на международном уровне в рамках квалификации на чемпионат Азии 1994 года, где проиграла Республике Корея (0:11) и Японии. В отборе 2000 года команда завершила групповой этап из трёх матчей с 63 пропущенными голами. Первую ничью Гуам сумел добыть в 2006 году, когда в квалификации уже играли команды до 17 лет, сыграв со счётом 2:2 со сборной Гонконга. За гуамцев голы забивали Эрик Сотто и Ян Мариано.
В отборочном турнире 2008 года Гуам сумел победить сборную Макао благодаря голу Жака Диамбра (1:0). Следующий раз с Макао Гуам сыграл в отборе на Кубок Азии 2010 года и обыграл соперника со счётом 6:0.
На отбор к турниру 2025 года в Сингапуре в октябре 2024 года главный тренер Доминик Гадиа пригласил 23 футболиста, большинство из которых участвовали под его руководством на чемпионате Восточной Азии 2023 года среди игроков до 15 лет. Гуам начал квалификацию с крупнейшего для себя поражения в истории со счётом 0:33, которое нанёс ему Таджикистан. Разгром Гуама превзошёл результат матча между взрослыми национальными сборными Австралии и Американским Самоа, закончившийся в 2001 году победой австралийцев со счётом 31:0. При этом в игре за Таджикистан Мухаммад Назриев отправил в сетку ворот Гуама 14 мячей, побив рекорд ФИФА по количеству голов в одной игре одним футболистом, превзойдя достижение Арчи Томпсона, забившего Американскому Самоа 13 голов. В оставшихся двух матчах Гуам проиграл Оману (0:18) и Сингапуру (0:14), завершив турнир с 65 пропущенными голами.

## Результаты выступлений

### Кубок Азии
| Кубок Азии по футболу (до 17 лет) | Кубок Азии по футболу (до 17 лет) | Кубок Азии по футболу (до 17 лет) | Кубок Азии по футболу (до 17 лет) | Кубок Азии по футболу (до 17 лет) |
| Год                               | Результат                         |                                   | Год                               | Результат                         |
| --------------------------------- | --------------------------------- | --------------------------------- | --------------------------------- | --------------------------------- |
| 1985                              | не участвовала                    | 2006                              | не прошла квал.                   |                                   |
| 1986                              | не участвовала                    | 2008                              | не прошла квал.                   |                                   |
| 1988                              | не участвовала                    | 2010                              | не прошла квал.                   |                                   |
| 1990                              | не участвовала                    | 2012                              | не прошла квал.                   |                                   |
| 1992                              | не участвовала                    | 2014                              | не прошла квал.                   |                                   |
| 1994                              | не прошла квал.                   | 2016                              | не прошла квал.                   |                                   |
| 1996                              | не участвовала                    | 2018                              | не прошла квал.                   |                                   |
| 1998                              | не прошла квал.                   | 2020                              | не прошла квал.                   |                                   |
| 2000                              | не прошла квал.                   | 2023                              | не прошла квал.                   |                                   |
| 2002                              | не участвовала                    | 2025                              | не прошла квал.                   |                                   |
| 2004                              | не прошла квал.                   | 2026                              |                                   |                                   |